# Темпоральная логика
Темпоральная логика (временна́я логика; англ. temporal logic) — логика, в высказываниях которой учитывается временной аспект. Используется для описания последовательностей явлений и их взаимосвязи по временной шкале.
В древности применение логики во временно́м аспекте изучали философы мегарской школы, в частности Диодор Крон, и стоики. Современная символическая темпоральная логика, впервые концептуализированная и сформулированная в 1950-е годы Артуром Прайором на основе модальной логики, наибольшее распространение и развитие получила в информатике благодаря трудам лауреата Тьюринговской премии Амира Пнуэли.

## Пример
Смысл утверждения «я голоден» не меняется со временем, однако его истинность может измениться: в конкретный момент времени оно может быть истинным, либо ложным, но не одновременно. В противоположность нетемпоральным логикам, где значения утверждений не меняются со временем, в темпоральной логике значение зависит от того, когда оно проверяется. Темпоральная логика позволяет выразить утверждения типа «я всегда голоден», «я иногда голоден» или «Я голоден, пока я не поем».

## Темпоральные операторы
В темпоральных логиках бывает два вида операторов: логические и модальные. В качестве логических операторов обычно используются ({\displaystyle \neg ,\lor ,\land ,\rightarrow }). Модальные операторы, используемые в логике линейного времени и логике деревьев вычислений, определяются следующим образом.
| Текстовое обозначение                                                                       | Символьное обозначение                                                                | Определение | Описание | Диаграмма |
| ------------------------------------------------------------------------------------------- | ------------------------------------------------------------------------------------- | --- | --- | --------- |
| Бинарные операторы                                                                          |                                                                                       | | |           |
| {\displaystyle \phi } U {\displaystyle \psi }                                               | {\displaystyle \phi ~{\mathcal {U}}~\psi }                                            | {\displaystyle {\begin{matrix}(B\,{\mathcal {U}}\,C)(\phi )=\\(\exists i:C(\phi _{i})\land (\forall j<i:B(\phi _{j})))\end{matrix}}} | Until (strong): {\displaystyle \psi } должно выполниться в некотором состоянии в будущем (возможно, в текущем), свойство {\displaystyle \phi } обязано выполняться во всех состояниях до обозначенного (не включительно). |           |
| {\displaystyle \phi } R {\displaystyle \psi } {\displaystyle \phi } V {\displaystyle \psi } | {\displaystyle \phi ~{\mathcal {R}}~\psi } {\displaystyle \phi ~{\mathcal {V}}~\psi } | {\displaystyle {\begin{matrix}(B\,{\mathcal {R}}\,C)(\phi )=\\(\forall i:C(\phi _{i})\lor (\exists j<i:B(\phi _{j})))\end{matrix}}}  | Release: {\displaystyle \phi } освобождает {\displaystyle \psi }, если {\displaystyle \psi } истинно, пока не наступит момент, когда {\displaystyle \phi } первый раз станет истинно (или всегда, если такого момента не наступит). Иначе, {\displaystyle \phi } должно хотя бы раз стать истинным, пока {\displaystyle \psi } не стало истинным первый раз. |           |
| Унарные операторы                                                                           |                                                                                       | | |           |
| N {\displaystyle \phi } X {\displaystyle \phi }                                             | {\displaystyle \circ \phi }                                                           | {\displaystyle {\mathcal {N}}B(\phi _{i})=B(\phi _{i+1})}                                                                            | NeXt: {\displaystyle \phi } должно быть истинным в состоянии, непосредственно следующим за данным. |           |
| F {\displaystyle \phi }                                                                     | {\displaystyle \Diamond \phi }                                                        | {\displaystyle {\mathcal {F}}B(\phi )=(true\,{\mathcal {U}}\,B)(\phi )}                                                              | Future: {\displaystyle \phi } должно стать истинным хотя бы в одном состоянии в будущем. |           |
| G {\displaystyle \phi }                                                                     | {\displaystyle \Box \phi }                                                            | {\displaystyle {\mathcal {G}}B(\phi )=\neg {\mathcal {F}}\neg B(\phi )}                                                              | Globally: {\displaystyle \phi } должно быть истинно во всех будущих состояниях. |           |
| A {\displaystyle \phi }                                                                     | {\displaystyle {\mathcal {A}}\phi }                                                   | {\displaystyle {\begin{matrix}({\mathcal {A}}B)(\psi )=\\(\forall \phi :\phi _{0}=\psi \to B(\phi ))\end{matrix}}}                   | All: {\displaystyle \phi } должно выполняться на всех ветвях, начинающихся с данной. |           |
| E {\displaystyle \phi }                                                                     | {\displaystyle {\mathcal {E}}\phi }                                                   | {\displaystyle {\begin{matrix}({\mathcal {E}}B)(\psi )=\\(\exists \phi :\phi _{0}=\psi \land B(\phi ))\end{matrix}}}                 | Exists: существует хотя бы одна ветвь, на которой {\displaystyle \phi } выполняется. |           |

### Другие модальные операторы
- Оператор W, означающий Weak until: {\displaystyle fWg} эквивалентно {\displaystyle fUg\lor Gf}

### Тождества двойственности
Подобно правилам де Моргана существуют свойства двойственности для темпоральных операторов:
- {\displaystyle \phi ~{\mathcal {U}}~\psi =\neg (\neg \phi ~{\mathcal {V}}~\neg \psi )}
- {\displaystyle \neg \Diamond \phi =\Box \neg \phi }
- {\displaystyle \neg {\mathcal {A}}\phi ={\mathcal {E}}\neg \phi }

## Приложения
Темпоральные логики часто применяются для выражения требований формальной верификации. Например, свойства типа «если поступил запрос, то на него обязательно придёт ответ» или «функция вызывается не более одного раза за вычисление» удобно формулировать с помощью темпоральных логик. Для проверки таких свойств используются различные автоматы, например, автоматы Бюхи для проверки свойств, выраженных логикой линейного времени LTL.

## Варианты
Основной универсальный вариант темпоральной логики — модальное μ-исчисление (Скотт — де Баккер, 1969); оно в качестве подмножества включает логику Хенесси — Милнера и CTL*, а основные используемые в информатике варианты — логика линейного времени (англ. LTL) и логика деревьев вычислений (англ. CTL) — являются фрагментами CTL*.
Кроме того, существуют и другие варианты темпоральной логики, не сводимые к модальному μ-исчислению, например, интервальная темпоральная логика и метрическая темпоральная логика
Некоторые практические варианты используют комбинации темпоральной логики с другими логиками, в частности, такова темпоральная логика действий (созданная для языка спецификаций TLA⁺), соединяющая темпоральную логику и логику действий.